# Pheidole rata
Pheidole rata är en myrart som beskrevs av Borgmeier 1929. Pheidole rata ingår i släktet Pheidole och familjen myror. Inga underarter finns listade i Catalogue of Life.